# William M. Stone
William Milo Stone (* 14. Oktober 1827 im Jefferson County, New York; † 18. Juli 1893 in Oklahoma-Territorium) war ein US-amerikanischer Politiker (Republikanische Partei) und von 1864 bis 1868 der 6. Gouverneur des Bundesstaates Iowa.

## Frühe Jahre
Schon 1834 zog William Stone mit seiner Familie von New York nach Coshocton in Ohio. Dort besuchte er die örtlichen Schulen. Nach einem anschließenden Jurastudium wurde er 1851 als Rechtsanwalt zugelassen. Drei Jahre später zog er nach Knoxville in Iowa, wo er als Anwalt arbeitete und die örtliche Zeitung übernahm.

## Politischer Aufstieg
1856 war Stone Delegierter auf der Gründungsversammlung der Republikanischen Partei von Iowa. Im selben Jahr war er einer der Wahlmänner für John Charles Frémont, der Präsidentschaftskandidat der Republikaner war. Danach war Stone von 1857 bis 1858 Richter im Elften Gerichtsbezirk. Während des Amerikanischen Bürgerkriegs kämpfte Stone in der Armee der Union. Dort stieg er vom einfachen Soldaten bis zum Oberst auf. Er wurde mehrfach verwundet und geriet zwischenzeitlich in Kriegsgefangenschaft. Im Jahr 1863 schied er aus der Armee aus, weil er für das Amt des Gouverneurs von Iowa kandidierte.  

## Gouverneur von Iowa
Nach der gewonnenen Wahl konnte Stone sein neues Amt am 14. Januar 1864 antreten. Nach einer Wiederwahl im Jahr 1865 konnte er bis zum 16. Januar 1868 im Amt bleiben. Während seiner Amtszeit endete der Bürgerkrieg. Gouverneur Stone war ein Freund von Abraham Lincoln und Augenzeuge des tödlichen Attentats auf den Präsidenten am 14. April 1865. Er half, den Körper des verwundeten Präsidenten in das Nachbarhaus zu tragen, wo Lincoln behandelt wurde und auch starb.
In Iowa wurde während Stones Amtszeit die Landwirtschaftsschule erweitert. Damals wurde auch ein Gesetz aufgehoben, das die Einwanderung freier Afroamerikaner nach Iowa untersagte. Auch ein neues Bankensystem wurde eingeführt. Eine Staatsmiliz wurde gegründet und der 13. Verfassungszusatz, der die Sklaverei in den USA abschaffte, wurde ratifiziert.

## Weiterer Lebenslauf
Nach dem Ende seiner Amtszeit zog sich Stone für einige Zeit aus der Politik zurück. Im Jahr 1877 war er für eine Legislaturperiode Abgeordneter im Repräsentantenhaus von Iowa. Danach war er bei der US-Landbehörde (Land Office) in Washington beschäftigt. William Stone starb im Jahr 1893 in Oklahoma. Er wurde in Knoxville beigesetzt. Mit seiner Frau Caroline Matthews hatte er ein Kind.